# Holovits György
Holovits György (Kőröshegy, 1946. június 15. – 2018. május 3.) olimpikon vitorlázó. Testvére Holovits Tamás vitorlázó, fia Holovits Huba vitorlázó és Balatonföldvár polgármestere.

## Pályafutása
1946. június 15-én született Kőröshegyen. 1964-ben mezőgazdasági technikumban érettségizett. 1968-ban a Keszthelyi Agrártudományi Egyetemen szerzett diplomát. 1969 és 1983 között a Pusztaszemesi Új Kalász Mgtsz húsmarha ágazati vezetője volt. 1983 és 1986 között a Boglárlellei Belkereskedelmi Szállítási Vállalat műszaki ellenőreként dolgozott.
1965 és 1980 között a Budapesti Spartacus, 1981-től az MTK–VM vitorlázója volt. 1965-től a válogatott keret tagja volt. Edzője 1965 és 1984 között Dolesch Iván, 1984-től Németh István volt. 1991-ben az MTK–VM Külkereskedelmi Bank SE szakosztály vezetője volt. 1997-től vitorlásboltot és -iskolát üzemeltetett Balatonföldváron.

## Sikerei, díjai
- Az év magyar vitorlázója (1972, 1978)
- Balatonföldvár első díszpolgára[1]

Csillaghajó
- Olimpiai játékok
  - 8.: 1972, München (Gosztonyi Andrással)
  - 10.: 1980, Moszkva (Holovits Tamással)
- Világbajnokság
  - 22.: 1985, Hellerup
- Európa-bajnokság
  - 7.: 1971, Cascais
  - 15.: 1981, Balatonfüred
  - 17.: 1970, Sandham
  - 21.: 1983, Kiel
  - 26.: 1982, Alassio
  - 35.: 1968, Nápoly
  - 63.: 1987, Kiel
- Országos bajnokság
  - bajnok (17): 1967, 1968, 1969, 1971, 1972, 1975, 1977, 1978, 1979, 1980, 1982, 1983, 1984, 1985, 1986, 1988, 1990
  - 2.: 1970
  - 3.: 1981, 1989

25-ös jolle
- Országos bajnokság
  - bajnok: 1985
  - 2.: 1986
  - 3.: 1991